# Мирослав Хубмајер
Мирослав Хубмајер Црни, право име Фридрих Хубмајер (3. јануара 1851-1. марта 1910) био је словеначки официр и добровољац у херцеговачком устанку (1875-1878). На скупштини устаника у Јамници изабран је против Петра Мркоњића (касније српског краља Петра I Карађорђевића) за главног команданта свих устаничких трупа, мада није био признат као вођа од стране присталица Петра Мркоњића. Турци су расписали велику награду за његову главу.
Мирослав Хубмајер из Љубљане, или „Црни Миро“, како су га звали устаници, постао је најпознатији међу свим словеначким добровољцима у Херцеговачком устанку. Служио је као артиљеријски подофицир у Сегедину, где се упознао са Србима. По занимању је био словослагач, а када је имао 24 године придружио се Херцеговачком устанку, где је убрзо стекао репутацију хероја. Приче о његовим подвизима кружиле су народом Босне и Херцеговине и биле су објављиване у европским новинама. Тврдња да је био плаћени аустријски агент никада није доказана.

## Биографија
Мирослав Хубмајер рођен је у Љубљани. Школован за поштара, радио је у Египту и Судану. Током служења војног рока у аустријској војсци добио је чин резервног нижег официра. Интересовање за изучавање механике навело га је да пријави неколико патената. После одслужења војног рока почео је да ради у Народној штампарији (словен. Narodna Tiskarna) у Љубљани. Ту су радници у то време били добро организовани, информисани и образовани и Хубмајер се придружио њиховој организацији. Много графичара јавило се добровољно у херцеговачки устанак, укључујући Хубмајера, који је у Херцеговину отишао у августу 1875.

### Херцеговачки устанак
Фридрих Хубмајер напустио је Љубљану 30. јула 1875. и преко Далмације стигао у Херцеговину свега три недеље после чувене Невесињске пушке, где се прикључио војводи Мићи Љубибратићу и његовој дружини код манастира Дужи, близу Требиња. Међу устаницима, Хубмајер је своје швапско име Фридрих (скраћено Фриц) пословенио у Мирослав. Устаници су га одмах, због бујне црне браде, прозвали Црни Миро.
Прве Хубмајерове борбе са Турцима биле су око Требиња у августу 1875, када је са малом устаничком четом освојио турску караулу, поставивши динамит под кулу под жестоком непријатељском ватром, наочиглед дописника популарног аустријског листа  (Neues Wiener Tagblatt), чији су чланци разнели Хубмајерову славу по читавој Европи. Крајем августа, Хубмајер је упућен са Костом Грујићем у Црну Гору као делегат устаничког покрета црногорском кнезу Николи, да би тражио подршку у рату против Турака. Војвода Машо Врбица, министар унутрашњих послова, љубазно их је примио 9. септембра и представио свим званичницима и гостима на црногорском двору. Као признање за заслуге у борби против Турака добио је од војводе Врбице (званично у име кнеза Николе) веома леп револвер са појасом и 60 метака, иако се устаничка делегација вратила у Херцеговину без икакве друге опипљиве помоћи.
Почетком новембра, Хубмајер се накратко вратио у Љубљану, где је свечано дочекан од словеначке националистичке интелигенције, како би устаницима донео новчану помоћ коју су прикупили словеначки банкари и трговци.

### Устанички вођа
Крајем 1875. Хубмајер је са групом добровољаца послат из Херцеговине у Босанску крајину да подстакне, организује и предводи устанак у том крају. У међувремену, устаници су увидели да појединачне чете не могу постићи стратешки успех у борби против Турака. 25. децембра 1875 (на православни Божић) 85 устаничких вођа окупило се у Јамници, западно од Уне, да би изабрали главног заповедника и одредили план битке. Петар Мркоњић је био на овој скупштини и неки су га предложили за главног команданта јер је био унук вожда Карађорђа и храбро се борио у француској војсци против Пруса и доказао своје јунаштво у бици на реци Лоари. Али добровољци на скупштини нису били јединствени; незнатна већина били су присталице српског кнеза Милана, на супротној страни су били присталице Петра Мркоњића, који је био у мањини, а још мање било је присталица Аустрије. Међу овим последњим водећу улогу имао је Петар Узелац, који се придружио неким следбеницима кнеза Милана и на тај начин успео да спречи избор Петра Мркоњића за главног вођу. Тако је за војног заповедника устаника северне Босне изабран Мирослав Хубмајер, који је, као аустријски поданик и словенски идеалиста, био изван завађених српских странака.
Као ватрени присталица словенског братства и солидарности, Хубмајер се без успеха залагао за заједничку борбу Срба и босанских Муслимана против Турака, што је изазвало подозрење дела српских устаника. Стога се највише ослањао на добровољце са стране: основну снагу његовог одреда (око 500 бораца) сачињавали су крајишници из Хрватске, а остатак су били, претежно, Срби. У јануару 1876. Хубмајер је са одредом од 800 устаника безуспешно напао Костајницу. Разбијен у боју код села Куљана, прешао је у Србију и као добровољац учествовао у српско-турском рату (1876-1878).

### Српски официр
У српско-турском рату (1876-1878) придружио се српској војсци и постао артиљеријски официр. Када је Србија 1876. објавила рат Турској, Хубмајер је учествовао у борбама на Јавору и Делиграду. Руски генерал Михаил Черњајев, који је са добровољцима из Русије дошао да помогне Србији и постао главни командант српске војске, унапредио га је у чин поручника због његових способности.

### Каснији живот и смрт
Хубмајер је све до Тимочке буне (1883) остао у Србији, када је због веза са радикалима побегао са Николом Пашићем у Букурешт, где је основао литографски институт. После амнестије радикала се вратио у Београд и запослио као уредник листа Београдско Време. Заједно са Васом Пелагићем 1884. године написао је декларацију за Балканско-Карпатску федерацију. 1896. године запослио се у регионалном музеју у Сарајеву као стручни саветник аустроугарског министарства финансија и администратора Кондоминијума Босне и Херцеговине Бенијамина Калаја.
Хубмајер је умро 1. марта 1910. у Сарајеву.